# Цельондз (гміна)
Гміна Цельондз (пол. Gmina Cielądz) — сільська гміна у центральній Польщі. Належить до Равського повіту Лодзинського воєводства.
Станом на 31 грудня 2011 у гміні проживало 4095 осіб.

## Площа
Згідно з даними за 2007 рік площа гміни становила 93.88 км², у тому числі:
- орні землі: 79.00%
- ліси: 14.00%

Таким чином, площа гміни становить 14.52% площі повіту.

## Населення
Станом на 31 грудня 2011:
| Опис     | Загалом | Загалом | Чоловіки | Чоловіки | Жінки | Жінки |
| -------- | ------- | ------- | -------- | -------- | ----- | ----- |
| одиниця  | осіб    | %       | осіб     | %        | осіб  | %     |
| все      | 4095    | 100     | 2075     | 50.67    | 2020  | 49.33 |
| міське   | 0       | 100     | 0        |          | 0     |       |
| сільське | 4095    | 100     | 2075     | 50.67    | 2020  | 49.33 |

## Сусідні гміни
Гміна Цельондз межує з такими гмінами: Жечиця, Нове-Място-над-Пилицею, Рава-Мазовецька, Реґнув, Садковіце, Черневіце.